# Pannonictis
Pannonictis  es un género  extinto de mustélido (comadreja). Se conoce principalmente del Plioceno tardío y sobrevivió hasta el fin del Villafranquiense,  generalmente se encuentra en depósitos de entre 2.6 y 1.4 Ma. Se han encontrado restos de Pannonictis en Eurasia, desde la península ibérica hasta China oriental.

## Taxonomía
Pannonictis está estrechamente relacionado con otro género prehistórico, Enhydrictis. Se reconocen al menos tres especies: P. pliocaenica, P. pachygnatha y P. nestii. Una cuarta especie  P. pilgrimi se considera inválida, y  probablemente sea un sinónimo de P. pliocaenica.

## Descripción
Al igual que en mustélidos contemporáneos, Pannonictis probablemente presentó algún nivel de dimorfismo sexual pronunciado. De hecho, la especie pequeña  P. pilgrimi es frecuentemente considerada la forma hembra del más grande P. pliocaenica. P. nestii era la especie más pequeña y más esbelta del género así como el miembro superviviente más tardío. P. pachygnatha era más robusto, con diferencias concretas en dientes y mandíbula.
No es probable que Pannonictis tuviera un estilo de vida acuático como el de la nutria, pero se ha sugerido que habitaba áreas cercanas a los cursos ríos, como su descendiente filogenético, el grisón viviente.